# Спонсор

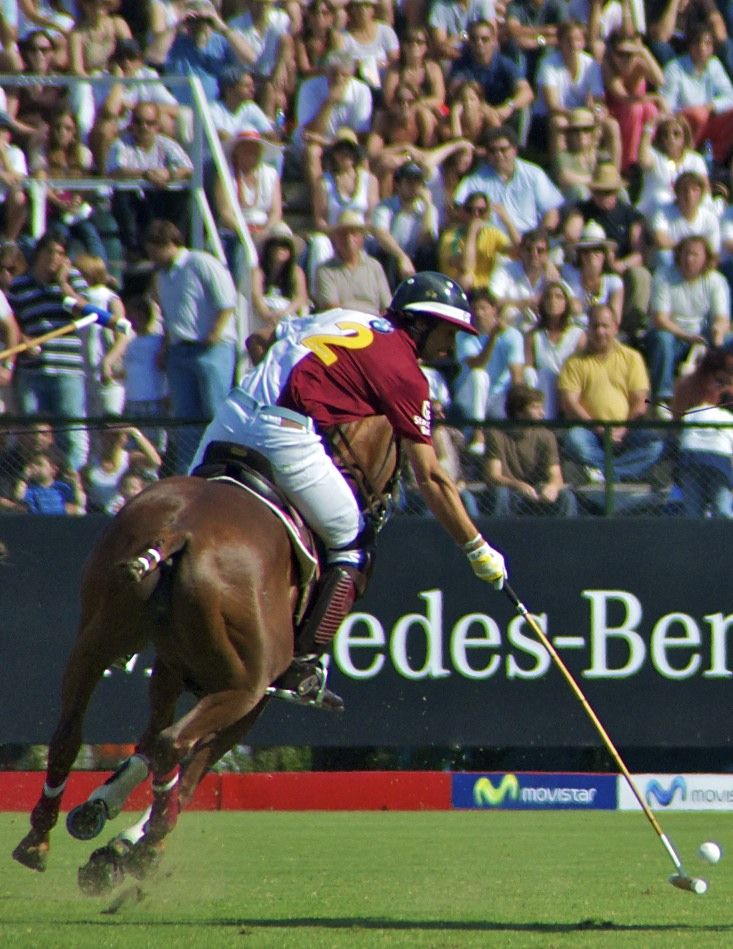
Спонсорство автомобильной компании в конном спорте.

Спо́нсор (от лат. spondeo — ручаюсь, гарантирую) — лицо, финансирующее деятельность других лиц.
В других источниках указано что спонсор — лицо, предоставившее средства либо обеспечившее предоставление средств для организации и (или) проведения спортивного, культурного или любого иного мероприятия, создания и (или) трансляции теле- или радиопередачи либо создания и (или) использования иного результата творческой деятельности. Спонсор, в отличие от инвестора, осуществляет финансирование без цели получения прямой материальной выгоды, однако спонсорская деятельность, в отличие от благотворительности, может являться инструментом маркетинга, который используется в целях создания положительного образа и рекламы спонсора.

## Разъяснение понятия
Спонсирование является одним из важнейших инструментов маркетинга.
Спонсор — лицо или группа лиц, которая обеспечивает поддержку, подобную благотворителю. Однако, в отличие от благотворительности, спонсирование не носит бескорыстного характера. Спонсирование может быть договорным, обмениваться на рекламирование с целью популяризации товара или юридического лица.
Например, спонсор может обеспечивать покупку или наём оборудования для известного спортсмена или спортивной команды в обмен на демонстрацию его товарного знака на обмундировании этого спортсмена или команды. Спонсор тем самым зарабатывает рейтинг, а поддерживаемый зарабатывает деньги или иные материальные выгоды. Этот вид спонсирования является распространённым в таких сферах, как спортивные соревнования, искусство, средства массовой информации и благотворительность.
Например, команды «Формулы-1» долгое время полагались на доход от рекламирования табака, отражённого на корпусах болидов команд. К другим видам спонсирования предприятий относится спонсирование разного рода зрелищных мероприятий, освещающих разнообразные события, при этом носящие имя спонсора.
Хуан Антонио Самаранч сделал олимпийское движение финансово самостоятельным, сумев организовать спонсорство мероприятий и договорные телевизионные трансляции, приносящие большие суммы в бюджет Международного олимпийского комитета.
Нередко компании субсидируют безвозмездно, чтобы создать себе доброжелательный имидж в обществе, который обеспечивает им хорошую репутацию. Однако спонсирование чаще используется для того, чтобы получить выгоду от сотрудничества с рекламирующим данный товарный знак субъектом, который в итоге такого сотрудничества получает материальную поддержку в том или ином виде.
Иногда спонсор поддерживает спонсируемого субъекта для того, чтобы на основе полученной взаимовыгоды, заключающейся в привлечении внимания как к самому спонсору, так и к спонсируемому, создать некий благотворительный проект, и, благодаря уже привлечённому вниманию, привлечь благотворителей.

## Регулирование спонсорства в России
В Российской Федерации спонсорство регулируется законом о рекламе от 13.03.2006 № 38-ФЗ. В соответствии с ним (пп. 9 — 10 ст.3), спонсор — это лицо, которое предоставляет средства (или обеспечивает их предоставление) для:
- организации и (или) проведения спортивного, культурного или любого иного мероприятия;
- создания и (или) трансляции теле- или радиопередачи;
- создания и (или) использования иного результата творческой деятельности.

С пониманием значений «спортивного и культурного мероприятий», «теле- или радиопередачи» трудностей возникнуть не должно. Это могут быть спортивные соревнования, концерты, конкурсы, фестивали, выставки, спектакли, кинопоказы, культурно-массовые мероприятия. Вопросы возникают, в части толкования: «любое иное мероприятие» и «результат творческой деятельности». Что имели в виду законодатели под этими терминами? Разобраться в этом нам помогут энциклопедические словари и справочники.

### Мероприятие
Различные словари и энциклопедии содержат определения таких мероприятий как: демонстрации, предвыборные, санитарно-профилактические-гигиенические, лечебные, газовый режим, зона защитных мероприятий, противоэпизоотические, оперативно-розыскные, противоэпидемиологические, агролесомелиоративные, лечебно-эвакуационные, противоэрозионные агротехнические, по охране труда, по контролю, противопожарные и многие-многие другие.
Толковый словарь Ожегова характеризует мероприятие как «совокупность действий, объединенных общественно-значимой целью». Под это определение подходят все вышеперечисленные мероприятия. Из этого следует, что:
Любые действия, направленные на решение общественных проблем, удовлетворение потребностей различных социально-демографических групп могут стать объектом для спонсорства.

### Теле- радиопередачи
Телевизионные передачи и радиопередачи создаются профильными производственными компаниями и распространяются средствами связи, имеющие государственные лицензии. К ним относятся кабельное, цифровое, аналоговое телевидение, эфирное, цифровое, проводное, Интернет и спутниковое радиовещание. Для трансляции используются технологии передачи движущегося изображения и звуковой информации на расстоянии. Таким образом:
Спонсор может выделить финансы на производство телефильма, радиоспектакля, новостного выпуска, ток-шоу и другой программы и/или трансляцию по радио и ТВ.

### Творчество
Значение слова «творчество» трактуют философы, психологи, богословы, математики, музыканты и многие другие учёные. Приведу выжимки из определений. «Деятельность, порождающая новые ценности, идеи, самого человека как творца»(1); «деятельность, порождающая нечто качественно новое, никогда ранее не бывшее» (2); «деятельность, порождающая нечто новое, никогда ранее не бывшее» (3). Википедия представляет обобщенное значение термина. «Творчество — это:
- деятельность, порождающая нечто качественно новое, никогда ранее не существовавшее;
- создание чего-то нового, ценного не только для данного человека, но и для других;
- процесс создания субъективных ценностей.
- предметы пользования. Например: Aviasels, Logitech».

Термину «творчество» противопоставляется термин «производство». Первое от второго отличает уникальность результата, который выражает аспекты личности автора. В зависимости от сферы деятельности выделяют различные виды творчества: изобретательское, мифологическое, музыкальное, научное, организаторское, повседневно-бытовое, политическое, производственно-техническое, религиозное, философское, хозяйственное, художественное и другое.
Спонсорские средства могут быть направлены на создание и использование любого результата творческой деятельности. Будь то: научное открытие, художественное произведение, производственно-техническая технология, философский трактат, кулинарный рецепт, рекламный продукт, модная коллекция, учебная методика, инструмент, прибор и многое другое.